# Centro Universitário Católica de Quixadá
O Centro Universitário Católica de Quixadá (UniCatólica) é uma instituição de ensino superior privada, credenciada junto ao Ministério da Educação. Sua sede é localizada em Quixadá, Ceará. Sua mantenedora é a Associação Educacional e Cultural de Quixadá.

## Histórico
A Instituição tem sua origem no Instituto Filosófico e Teológico Nossa Senhora Imaculada Rainha do Sertão (IFTNSIRS) o qual foi criado em 08 de setembro de 1999, por meio do Decreto de nº 45, de Dom Adélio Tomasin (Bispo Emérito da Diocese de Quixadá) para atender as demandas de formação de pessoal qualificado nas áreas de Filosofia e Teologia.
Em 2002, por meio da Portaria 1270, de 25 de Abril de 2002, o Instituto Filosófico Teológico Nossa Senhora Imaculada Rainha do Sertão foi credenciado ao MEC. Em  2004, o IFTNSIRS,  passou a ser chamado de  Faculdade Católica  Rainha  do  Sertão, ainda  mantida pela diocese de Quixadá. Entretanto, somente em 2010, a alteração do nome da IES foi formalizada junto ao MEC por meio da Portaria nº 453, de 29 de Abril de 2010, publicada no DOU em 04 de maio de 2010.
Em 2013, a FCRS passa a ser mantida pela Associação Educacional e Cultura de Quixadá (AECQ), cujo presidente é sempre o Bispo Diocesano de Quixadá.
Em 2016, a FCRS passa a ser Centro Universitário cuja nova denominação é Centro Universitário Católica de Quixadá (UniCatólica), credenciada pela Portaria MEC nº 367, de 05 de maio de 2016 e oferece à população do Sertão Central os cursos de Administração, Arquitetura e Urbanismo, Biomedicina, Ciências Contábeis, Direito, Educação Física, Enfermagem, Engenharia Civil, Engenharia de Produção, Farmácia, Filosofia, Fisioterapia, Nutrição, Odontologia, Psicologia, Sistemas de Informação e Teologia e o Mestrado Interinstitucional em Psicologia Clínica.
Em 2019, por meio da Portaria MEC nº 1788, de 18 de outubro de 2019, a UniCatólica foi credenciada para a oferta de cursos de graduação e pós-graduação na modalidade digital (ou Educação a Distância - EaD), ofertando os cursos de Administração, Ciências Contábeis e Gestão de Recursos Humanos.
Por ter autonomia para criar novos cursos, o Centro Universitário Católica de Quixadá, iniciou, em 2025, dois novos cursos de graduação: Medicina Veterinária e Tecnólogo em Estética e Cosmética. Atualmente, a Instituições dispõe de 17 cursos de graduação presenciais e 3 na modalidade digital (EaD).
| Graduação Presencial | Graduação Digital (EaD)                                                                          |
| --- | ------------------------------------------------------------------------------------------------ |
| - Administração; - Arquitetura e Urbanismo - Ciências Contábeis; - Direito; - Educação Física; - Enfermagem; - Engenharia Civil; - Estética e Cosmética - Ensino Superior Tecnólogo; - Farmácia; - Filosofia - Bacharelado; - Fisioterapia; - Medicina Veterinária; - Nutrição; - Odontologia; - Psicologia; - Sistemas de Informação; - Teologia. | - Administração; - Ciências Contábeis; - Gestão de Recursos Humanos - Ensino Superior Tecnólogo. |